# 1669 Даґмар
1669 Даґмар (1669 Dagmar) — астероїд головного поясу, відкритий 7 вересня 1934 року.
Тіссеранів параметр щодо Юпітера — 3,202.